# Scurelle
Scurelle is een gemeente in de Italiaanse provincie Trente (regio Trentino-Zuid-Tirol) en telt 1322 inwoners (31-12-2004). De oppervlakte bedraagt 29,9 km², de bevolkingsdichtheid is 44 inwoners per km².

## Demografie
Scurelle telt ongeveer 513 huishoudens. Het aantal inwoners steeg in de periode 1991-2001 met 3,6% volgens cijfers uit de tienjaarlijkse volkstellingen van ISTAT.
| Jaar | Inwoneraantal |
| ---- | ------------- |
| 1991 | 1232          |
| 2001 | 1276          |

## Geografie
Scurelle grenst aan de volgende gemeenten: Pieve Tesino, Castello Tesino, Telve, Cinte Tesino, Bieno, Strigno, Spera, Carzano, Villa Agnedo, Castelnuovo.